# De heliga tsaristiska passionsbärarnas kyrka, Izjevsk
De heliga tsaristiska passionsbärarnas kyrka (ryska: Церковь Царственных Мучеников; kyrkslaviska: Це́рковь Ца́рственныхъ Мꙋ́ченикѡвъ) är en rysk-ortodox kyrkobyggnad belägen i staden Izjevsk i delrepubliken Udmurtien i europeiska Ryssland.
Kyrkan är helgad åt tsar Nikolaj II av Ryssland, hans hustru Alexandra av Hessen och deras fem barn Alexej, Anastasia, Maria, Olga och Tatjana (Huset Romanov) som blev avrättade mellan den 16 och 17 juli 1918.
Kyrkan tillhör Izjevsks stift.

## Historik
Innan De heliga tsaristiska passionsbärarnas kyrka byggdes restes ett kors på platsen den 12 juni 2002.
Kyrkan byggdes 2005. Den 9 maj hölls den första gudstjänsten och den 17 juli invigdes kyrkan, vilket var 87-årsdagen för avrättningen av tsarfamiljen. I juli 2007 påbörjades arbetet med målningarna inne i kyrkan.